# Halichoeres brasiliensis
 Halichoeres brasiliensis és una espècie de peix de la família dels làbrids i de l'ordre dels perciformes.

## Alimentació
Menja invertebrats bentònics.

## Distribució geogràfica
És un endemisme del Brasil.